# جون كريستيان ريد
جون كريستيان ريد (بالإنجليزية: John Christian Reid)‏ هو دبلوماسي أسترالي، ولد في 1873 في نيوكاسل في أستراليا، وتوفي في 20 مارس 1932 في Belmont, New South Wales ‏ في أستراليا.